# أزاربن السفلي (شبخوسلات)
أزاربن السفلی (بالفارسية: آزاربن سفلی) هي قرية تقع في إيران في قسم شبخوسلات الريفي. يقدر عدد سكانها بـ 208 نسمة بحسب إحصاء 2016.